# Lista de naufrágios ocorridos nos mares de Portugal
Esta página mostra os naufrágios ocorridos nos mares de Portugal, inclui também os naufrágios ocorridos nas regiões autónomas da Madeira e dos Açores.

## 1542

### data desconhecida
| Navio                      | Bandeira | Notas |
| -------------------------- | -------- | --- |
| [[Ficheiro:\|200px]] Grifo | Portugal | O navio de carga naufragou na baía de Angra, Ilha Terceira. O mais antigo naufrágio conhecido na ilha desde a colonização. |

- data desconhecida — San Juan ( Espanha): A nau naufragou perto da ilha de São Miguel, Açores.[2]

#### 1550
- (primeiro relatório) — Santa Maria de la Piedad ( Espanha): O veleiro de Hispaniola, naufragou na Ilha Terceira, Açores. Parte da carga foi recuperada.[3]

#### 1552
- La Magdalena  ( Espanha): A nau naufragou nos Açores.[4]
- Santiago  ( Espanha): A nau afundou-se no porto de Angra, Ilha Terceira, Açores depois de descarregar a carga do México.[5]

#### 1554
- La Maria ( Espanha): A nau naufragou a sul da Ilha do Pico, Açores.[6]
- Nuestra Señora de Guadalupe ( Espanha): A nau naufragou na Ilha de São Jorge, Açores.[7]

#### 1555
- Ascenção (Algarvia Velha) ( Portugal): Desvaneceu-se na Baía de Angra, Ilha Terceira, Açores enquanto retornava das Índias.[8]

#### 1556
- 6 de agosto — Nossa Senhora da Assunção ( Portugal): Desvaneceu-se na Baía de Angra, Ilha Terceira, Açores.[9]
- 6 de agosto — Nossa Senhora da Vitória ( Portugal): Desvaneceu-se na Baía de Angra, Ilha Terceira, Açores.[10]

#### 1557
- 14 de novembro — Abrigada ( Portugal): O patacho afundou-se na Queimada, Açores.[11]

#### 1567
- La Concepción ( Espanha): Saída de Havana, ela encalhou na ilha de São Miguel, nos Açores. Parte de sua carga foi salva.[12]

#### 1580
- 24 de janeiro — Santa Catalina ( Espanha): Nau espanhola da era Habsburg naufragou na Ilha de São Miguel, nos Açores enquanto fazia parte da frota das Índias.[13]

#### 1583
- 9 de setembro — HMS Squirrel (): A fragata desvaneceu-se perto dos Açores. Ela já fazia parte da expedição liderada por Sir Humphrey Gilbert para Newfoundland.[14][15]
- outubro — Catalina ( Espanha): A nau encalhou na ilha de São Miguel em Vila Franca, Açores.[16]

#### 1587
- 8 de junho — São Filipe ( Portugal): A nau estava indo para Índia quando ela naufragou em São Miguel nos Açores.[17]
- date desconhecida — Santiago ( Portugal): O galeão afundou quando ancorado em Angra, Ilha Terceira, Açores. Ele tinha saído de Malaca, Malásia.[18]

#### 1589
- 30 de outubro — Nuestra Señora de Guia ( Spain): A nau perdeu a sua carga quando se abateu perto da costa sul da Terceira nos Açores.[19]

## 1606

### 14 setembro
| Navio                                           | Bandeira | Notas |
| ----------------------------------------------- | -------- | --- |
| [[Ficheiro:\|200px]] Nossa Senhora dos Mártires | Portugal | Perdeu-se na boca do Rio Tejo, perto de Lisboa. Ela estava carregando pimenta preta (Piper nigrum), com alguns recuperados e toda a tripulação da nau salva. |

#### 1724
- data desconhecida — Slot ter Hooge ( Companhia Holandesa das Índias Orientais): O East Indiaman atingiu rochas e afundou na Ilha de Porto Santo, Madeira com a perda de 221 das 254 pessoas a bordo. Ela estava em uma viagem para Batavia, Índias Orientais Holandesas.[21]

## 1786

### 2 de fevereiro
| Navio                                      | Bandeira | Notas |
| ------------------------------------------ | -------- | ----- |
| [[Ficheiro:\|200px]]San Pedro de Alcântara | Espanha  | .     |

## 1804

### 2 de abril
| Navio      | Bandeira | Notas |
| ---------- | -------- | ----- |
| HMS Apollo |          | .     |

### 5 de outubro
| Navio                          | Bandeira | Notas |
| ------------------------------ | -------- | ----- |
| Nuestra Señora de las Mercedes | Espanha  | .     |

## 1871

### 13 de novembro
| Navio                        | Bandeira | Notas |
| ---------------------------- | -------- | ----- |
| [[Ficheiro:\|200px]]Canarias | Espanha  | .     |

## 1873

### 16 de fevereiro
| Navio   | Bandeira          | Notas |
| ------- | ----------------- | --- |
| Lidador | Império do Brasil | Navio com destino ao Brasil que encalhou no Cais da Figueirinha, Angra, Ilha Terceira, Açores. Passageiros e carga foram salvos. |

## 1909

### 11 de junho
| Navio                             | Bandeira    | Notas |
| --------------------------------- | ----------- | --- |
| [[Ficheiro:\|200px]] RMS Slavonia | Reino Unido | O navio de passageiros encalhou em Punda dos Fenais, Flores, Açores, Portugal e foi destruído. Todos os passageiros foram resgatados por Prinzess Irene e Batavia (ambas da Alemanha). |

## 1914

### 21 de janeiro
| Navio                         | Bandeira    | Notas |
| ----------------------------- | ----------- | --- |
| [[Ficheiro:\|200px]]Alexandra | Reino Unido | O navio de carga encalhou no Oceano Atlântico a 3 milhas náuticas (5,6 km) de Sagres, Portugal, e naufragou. A sua tripulação foi resgatada . |

## 1916

### 26 de novembro
| Navio   | Bandeira | Notas                                                                              |
| ------- | -------- | ---------------------------------------------------------------------------------- |
| Suffren | França   | Couraçado francês da Classe República que foi torpedado pelo U-52 perto de Lisboa. |

### 17 de dezembro
| Navio    | Bandeira | Notas                                                          |
| -------- | -------- | -------------------------------------------------------------- |
| Numancia | Espanha  | Fragata de guerra espanhola que naufragou na baía de Sesimbra. |

## 1917

### 24 de abril
| Navio                                     | Bandeira                                  | Notas |
| ----------------------------------------- | ----------------------------------------- | ----- |
| [[Ficheiro:\|200px]]Bien Aimé Prof. Luigi | Predefinição:Country data Reino de Itália | .     |
| SS Torvore                                | Noruega                                   | .     |
| SS Vilhelm Krag                           | Noruega                                   | .     |

## 1931

### 20 de agosto
| Navio                      | Bandeira | Notas |
| -------------------------- | -------- | --- |
| [[Ficheiro:\|200px]]SS Mia | Alemanha | Navio de carga alemão, no dia 20 de agosto de 1931 teve uma explosão a bordo e afundou a 1 km em Faro, Portugal. |

## 1941

### 15 de fevereiro
| Navio                     | Bandeira | Notas |
| ------------------------- | -------- | --- |
| [[Ficheiro:\|200px]]Furão | Portugal | O rebocador afundou em uma tempestade na foz do rio Sado próximo de Setúbal (Portugal), levando cinco membros da tripulação e os dois homens a bordo da barcaça que puxava. |

| Imagem | Nome                       | Nacionalidade              | Tipo de embarcação | Data               | Local                                  | Descrição | Descoberta                                                               |
| ------ | -------------------------- | -------------------------- | ------------------ | ------------------ | -------------------------------------- | --- | ------------------------------------------------------------------------ |
|        | ?                          | Viquingue                  | Dracar             | 966                | Foz do Rio Arade                       | Naufragou durante um ataque de uma frota viquingue de 28 navios que atacava, a então chamada Ribeira de Silves e que foi afundada por galés muçulmanas andaluzes.              | Em 1970 durante a dragagem do porto comercial de Portimão.               |
|        | ?                          | Castelhana ou portuguesa ? | Galé               | 1337               | Foz do Rio Arade                       | Naufragou após um encontro que ocorreu um pouco a norte do cabo de São Vicente entre 20 galés portuguesas e 30 galés castelhanas                                               | Em 1970 durante a dragagem do porto comercial de Portimão.               |
|        | Nossa Senhora dos Mártires | Portuguesa                 | Nau                | 1606               | Junto ao Forte de São Julião da Barra  | Regressava de Goa, carregada de pimenta, chegou à barra do Tejo, na qual foi apanhada por um temporal, onde acabou por naufragar junto ao Forte de São Julião da Barra.        | Em 1997 começou a intervenção arqueológica subaquática na barra do Tejo. |
|        | Nossa Senhora da Conceição | Portuguesa                 | Nau                | 1621               | Algures entre o Cabo da Roca e Peniche | Vinha repleta de mercadorias da Índia mas, algures entre o Cabo da Roca e Peniche, foi tomada de assalto por 17 navios de piratas argelinos e afundou-se após ser bombardeada. | O local do afundamento continua a ser desconhecido                       |
|        | Santa Catarina de Ribamar  | Portuguesa                 | Nau                | 2 de Novembro 1635 | Perto do Cabo da Roca                  | Partiu de Goa em Março de 1635 e naufragou na madrugada do dia 2 de Novembro perto do Cabo da Roca.                                                                            | Ainda não foi descoberta                                                 |

### Portugal
| Navio                              | Bandeira                        | Notas |
| ---------------------------------- | ------------------------------- | --- |
| [[Ficheiro:\|200px]] Slot Ter Hoge | Províncias Unidas               | Uma nau mercante Holandesa que encalhou sob mau tempo no lado noroeste Porto Santo e foi perdido com toda a sua tripulação. |
| San Pedro de Alcântara             |                                 | Um man-of-war que se afundou perto de Peniche com uma carga de tesouros.                                                    |
| Run'her                            | Estados Confederados da América | Um navio a vapor Confederado que se afundou na Baía de Angra do Heroísmo.                                                   |

|    | Nome                                       | Nacionalidade da embarcação         | Finalidade/Tipo | Data                              | Causa                                | Local                            | Notas            |
| -- | ------------------------------------------ | ----------------------------------- | --------------- | --------------------------------- | ------------------------------------ | -------------------------------- | ---------------- |
| [] | São Jacinto [[Ficheiro:\|160px]]           | [[Imagem:\|24px]] Reino de Portugal | Desconhecido    | 1606 (419 anos)                   | Naufrágio                            | Açores,                          | ?? sobreviventes |
| [] | Pedro Diaz [[Ficheiro:\|160px]]            | Espanhola                           | Desconhecido    | 1608 (417 anos)                   | Naufrágio                            | Baía da Baleeira , Vila do Bispo | S/ sobreviventes |
| [] | São Pedro de Hamburgo [[Ficheiro:\|160px]] | Portugal                            | Desconhecido    | 1654 (371 anos)                   | Naufrágio                            | Ilha Terceira, Açores            | ????             |
|    | Isabela [[Ficheiro:\|160px]]               | Espanha                             | Desconhecido    | 1672 (353 anos)                   | Naufrágio                            | Cabo de São Vicente              | ????             |
| [] | Slot ter Hooge [[Ficheiro:\|160px]]        | Províncias Unidas                   | Desconhecido    | 19 de novembro de 1727 (297 anos) | Naufrágio                            | Porto Santo, Madeira,            | 33 sobreviventes |
| [] | Redoutable                                 | França                              | Navio de linha  | 18 de agosto de 1759 (265 anos)   |                                      | Praia do Zavial,                 | S/ sobreviventes |
| [] | Run'her [[Ficheiro:\|150px]]               | Estados Confederados da América     | Desconhecido    | 1863 (162 anos)                   |                                      | Angra do Heroísmo                | ll               |
| [] | Exemplar [[Ficheiro:\|150px]]              | Italiana                            | Desconhecido    | março de 1917 (107 anos)          |                                      | , Tavira                         | S/ sobreviventes |
| [] | U-127 [[Ficheiro:\|160px]]                 | Alemanha Nazi                       | Desconhecido    | 15 de dezembro de 1941 (83 anos)  | Afundado pelo Destroyer HMAS Nestor. | , SW Cabo de São Vicente         | S/ sobreviventes |